# Tor Bergeron
Tor Bergeron (Godstone, Reino Unido; 15 de agosto de 1891-Upsala, Suecia; 13 de junio de 1977) fue un meteorólogo sueco que propuso un mecanismo para la formación de precipitaciones en nubes. En la década de 1930, Bergeron y Walter Findeisen desarrollaron el concepto de que las nubes contenían agua superenfriada y cristales de hielo. De acuerdo a Bergeron, la mayor parte de las precipitaciones se forman como consecuencia de que el agua se evapora de pequeñas gotas superenfriadas y se une en cristales de hielo, que caen entonces como nieve, o se funden y caen como lluvia fría dependiendo de la temperatura del aire. Este proceso se conoce como proceso de Bergeron, y se cree que el proceso principal por el que se forman las precipitaciones.
Bergeron fue uno de los principales científicos en la escuela de meteorología de Bergen, que transformó esta ciencia introduciendo unos nuevos fundamentos conceptuales para entender y predecir el tiempo. Al mismo tiempo que desarrollaron métodos innovadores para las previsiones, los científicos de Bergen establecieron la noción de frente climático y elaboraron un nuevo modelo de ciclones extratropicales que tenía en cuenta su nacimiento, crecimiento y declive. Bergeron es responsable de descubrir el proceso de oclusión, que marca la fase final del ciclo de vida de un ciclón extratropical.
En 1949 recibió la Medalla de Oro Symons de la Royal Meteorological Society. En 1966 recibió el prestigioso Premio de la Organización Meteorológica Internacional de la Organización Meteorológica Mundial.